# Agence nationale de l'évaluation et de la qualité des établissements et services sociaux et médico-sociaux
 (mai 2020).
L'agence nationale de l'évaluation et de la qualité des établissements et services sociaux et médico-sociaux (ANESM) a existé en France entre 2007 et 2018.

## Conseil National de l’Évaluation Sociale et Médico-Sociale
Le Conseil national de l’évaluation sociale et médico-sociale a été créé en 2005,.

## Création de l'agence
Le travail du conseil a été prolongé en 2007 par la création de l’Anesm. Elle est née de la volonté des pouvoirs publics d’accompagner les établissements et services sociaux et médico-sociaux (ESSMS) dans la mise en œuvre de l’évaluation interne et externe, instituée par la loi du 2 janvier 2002 rénovant l’action sociale et médico-sociale.
Les missions de l’Anesm sont issues des obligations faites aux ESSMS, qui sont tenus de mettre en place une évaluation en continu de leurs activités et de la qualité des prestations qu’ils délivrent. Les évaluations se conduisent, selon l’article L 312-8 du CASF, notamment au regard des procédures, références et recommandations de bonnes pratiques validées ou élaborées par l’Agence.
Les établissements et services doivent rendre compte tous les 5 ans aux conseils généraux et/ou à l’État. Les ESSMS et sont tenus de faire procéder à des évaluations externes par un organisme habilité par l’Agence. 
La deuxième mission de l’Anesm consiste donc à habiliter des organismes extérieurs qui procèderont à l’évaluation externe à laquelle sont soumis les ESSMS.

## Missions
Les deux principales missions de l’Agence sont ainsi de fournir aux ESSMS les conditions pour que l’évaluation de leurs activités et de la qualité de leurs prestations soit mise en œuvre et que les autorités qui les ont autorisées soient destinataires de ces résultats.
Car ce dispositif est par ailleurs directement connecté à la décision de renouvellement de l’autorisation de l’établissement ou du service. En effet, l’article L 313-1 précise que cette décision de renouvellement est exclusivement subordonnée aux résultats de l’évaluation externe réalisée par un organisme habilité par l’Agence, selon un cahier des charges défini par le décret no 2007-975 du 15 mai 2007.

## Intégration à la HAS
En 2018, l'Agence nationale de l'évaluation et de la qualité des établissements et services sociaux et médico-sociaux  est intégrée au sein de la Haute Autorité de santé (HAS),.

## Membres et anciens membres
- Roland Janvier, chercheur en sciences sociales, de 2005 à 2009